# Campionato asiatico per club 2007 (maschile)
Il campionato asiatico per club 2007 si è svolto dal 1º all'8 giugno 2007 a Manama, in Bahrein. Al torneo hanno partecipato 12 squadre di club asiatiche ed oceaniane e la vittoria finale è andata per la terza volta, la seconda consecutiva, al Payakan Teheran VC.

## Squadre partecipanti
| - Volejbol AGMK - Al-Ahli - Al-Arabi - Al-Hilal - Al-Najma - Asia World | - Garuda Jaya - Rahat - Sang Som - Shanghai - Suntory Sunbirds - Paykan |

## Fase a gironi

### Gironi
| Girone A                                                              | Girone B                                          |
| --------------------------------------------------------------------- | ------------------------------------------------- |
| Volejbol AGMK Al-Arabi Al-Najma Garuda Jaya Sang Som Suntory Sunbirds | Al-Ahli Al-Hilal Asia World Rahat Shanghai Paykan |

## Fase finale

### Finali 1º e 3º posto
|  | Semifinali | Semifinali | Semifinali |          |        | Finale 1º/2º posto | Finale 1º/2º posto | Finale 1º/2º posto |  |
|  |            |            |            |          |        |                    |                    |                    |  |
|  | Paykan     | Paykan     | 3          |          |        |                    |                    |                    |  |
|  | Paykan     | Paykan     | 3          |          |        |                    |                    |                    |  |
|  | Al-Arabi   | Al-Arabi   | 0          |          |        |                    |                    |                    |  |
|  | Al-Arabi   | Al-Arabi   | 0          |          | Paykan | Paykan             | 3                  |                    |  |
|  |            |            |            |          | Paykan | Paykan             | 3                  |                    |  |
|  |            |            | Al-Hilal   | Al-Hilal | 0      |                    |                    |                    |  |
|  | Al-Najma   | Al-Najma   | Al-Hilal   | Al-Hilal | 0      | 1                  |                    |                    |  |
|  | Al-Najma   | Al-Najma   |            |          |        | 1                  |                    |                    |  |
|  | Al-Hilal   | Al-Hilal   | 3          |          |        | Finale 3º/4º posto | Finale 3º/4º posto | Finale 3º/4º posto |  |
|  | Al-Hilal   | Al-Hilal   | 3          |          |        |                    |                    |                    |  |
|  |            |            |            |          |        |                    |                    |                    |  |
|  |            |            |            |          |        | Al-Arabi           | Al-Arabi           | 3                  |  |
|  |            |            |            |          |        | Al-Arabi           | Al-Arabi           | 3                  |  |
|  |            |            |            |          |        | Al-Najma           | Al-Najma           | 1                  |  |

### Finali 5º e 7º posto
|  | Semifinali       | Semifinali       | Semifinali  |             |                  | Finale 5°/6 posto  | Finale 5°/6 posto  | Finale 5°/6 posto  |  |
|  |                  |                  |             |             |                  |                    |                    |                    |  |
|  | Shanghai         | Shanghai         | 1           |             |                  |                    |                    |                    |  |
|  | Shanghai         | Shanghai         | 1           |             |                  |                    |                    |                    |  |
|  | Suntory Sunbirds | Suntory Sunbirds | 3           |             |                  |                    |                    |                    |  |
|  | Suntory Sunbirds | Suntory Sunbirds | 3           |             | Suntory Sunbirds | Suntory Sunbirds   | 3                  |                    |  |
|  |                  |                  |             |             | Suntory Sunbirds | Suntory Sunbirds   | 3                  |                    |  |
|  |                  |                  | Garuda Jaya | Garuda Jaya | 1                |                    |                    |                    |  |
|  | Garuda Jaya      | Garuda Jaya      | Garuda Jaya | Garuda Jaya | 1                | 3                  |                    |                    |  |
|  | Garuda Jaya      | Garuda Jaya      |             |             |                  | 3                  |                    |                    |  |
|  | Al-Ahli          | Al-Ahli          | 2           |             |                  | Finale 7º/8º posto | Finale 7º/8º posto | Finale 7º/8º posto |  |
|  | Al-Ahli          | Al-Ahli          | 2           |             |                  |                    |                    |                    |  |
|  |                  |                  |             |             |                  |                    |                    |                    |  |
|  |                  |                  |             |             |                  | Shanghai           | Shanghai           | 3                  |  |
|  |                  |                  |             |             |                  | Shanghai           | Shanghai           | 3                  |  |
|  |                  |                  |             |             |                  | Al-Ahli            | Al-Ahli            | 0                  |  |

### Finali 9º e 11º posto
|  | Semifinali    | Semifinali    | Semifinali |            |       | Finale 9º/10º posto  | Finale 9º/10º posto  | Finale 9º/10º posto  |  |
|  |               |               |            |            |       |                      |                      |                      |  |
|  | Rahat         | Rahat         | 3          |            |       |                      |                      |                      |  |
|  | Rahat         | Rahat         | 3          |            |       |                      |                      |                      |  |
|  | Volejbol AGMK | Volejbol AGMK | 0          |            |       |                      |                      |                      |  |
|  | Volejbol AGMK | Volejbol AGMK | 0          |            | Rahat | Rahat                | 3                    |                      |  |
|  |               |               |            |            | Rahat | Rahat                | 3                    |                      |  |
|  |               |               | Asia World | Asia World | 1     |                      |                      |                      |  |
|  | Sang Som      | Sang Som      | Asia World | Asia World | 1     | 0                    |                      |                      |  |
|  | Sang Som      | Sang Som      |            |            |       | 0                    |                      |                      |  |
|  | Asia World    | Asia World    | 3          |            |       | Finale 11º/12º posto | Finale 11º/12º posto | Finale 11º/12º posto |  |
|  | Asia World    | Asia World    | 3          |            |       |                      |                      |                      |  |
|  |               |               |            |            |       |                      |                      |                      |  |
|  |               |               |            |            |       | Volejbol AGMK        | Volejbol AGMK        | 3                    |  |
|  |               |               |            |            |       | Volejbol AGMK        | Volejbol AGMK        | 3                    |  |
|  |               |               |            |            |       | Sang Som             | Sang Som             | 2                    |  |

## Classifica finale
| Classifica | Squadre          |
| ---------- | ---------------- |
|            | Paykan           |
|            | Al-Hilal         |
|            | Al-Arabi         |
| 4          | Al-Najma         |
| 5          | Suntory Sunbirds |
| 6          | Garuda Jaya      |
| 7          | Shanghai         |
| 8          | Al-Ahli          |
| 9          | Rahat            |
| 10         | Asia World       |
| 11         | Volejbol AGMK    |
| 12         | Sang Som         |